# Duy y Mexicanos
Duy y Mexicanos fue una provincia del reino de Guatemala, erigida por la Real Audiencia de Guatemala en 1610, durante el reinado de Felipe III, con territorios hasta entonces pertenecientes a la provincia de Costa Rica y que hoy pertenecen en su mayor parte a Panamá, cuya jurisdicción se extendía desde el río Sixaola hasta la isla Escudo de Veraguas. Tuvo como cabecera a la ciudad de Santiago de Talamanca.

## Historia
El 17 de febrero de 1610, la Real Audiencia de Guatemala nombró como gobernador de la nueva provincia de Duy y Mexicanos a Gonzalo Vázquez de Coronado y Arias Dávila, II adelantado de Costa Rica desde octubre de 1565. Su nombre se debió al valle del Duy, comarca a la que se atribuía gran riqueza mineral, y a la presencia de una comunidad de indígenas de extracción mexica en las vecindades de la desembocadura del Sixaola.
El adelantado de unos 58 años de edad desde la ciudad de Cartago nombró como su teniente de gobernador al maestre de campo Diego de Sojo y Peñaranda que había sido el fundador de la ciudad de Santiago de Talamanca el pasado 10 de octubre de 1605 y que estaba ejerciendo el cargo de alcalde ordinario de aquella ciudad.
Los abusos y crueldades del teniente de gobernador citado que cometió con los indígenas de las vecindades, llevaron a una sublevación el 29 de julio de 1610, levantándose en contra de él los pueblos ateo, viceita, térrebe y cabécar, encabezados por Guaycorá, cacique de Sucaca, y por el usekar o sumo sacerdote de Cabécar llamado Sumamará.
La ciudad de Santiago fue sitiada y la población rural, entre los que se encontraban niños, mujeres y hombres, fue totalmente asesinada. Los 120 habitantes urbanos se refugiaron en el fuerte San Ildefonso, que había sido construido por Alonso de Bonilla unos años antes, y la urbe fue finalmente destruida e incendiada.
Cuando llegaron los refuerzos, se levantó el sitio de la ciudad. Sin embargo, hacia el 12 de septiembre de ese mismo año, los habitantes, temerosos de una nueva sublevación, decidieron abandonarla. A raíz de este acontecimiento, la provincia del Duy y Mexicanos quedó extinguida, y su territorio jurisdiccional fue reincorporado a la provincia de Costa Rica. Esta ciudad colonial se ubicaba cerca de la actual localidad costarricense de Bribri.